# Kauste
Kauste is een plaats in de Estlandse gemeente Hiiumaa, provincie Hiiumaa. De plaats heeft de status van dorp (Estisch: küla).
Kauste lag tot in oktober 2013 in de gemeente Kõrgessaare, daarna tot in oktober 2017 in de gemeente Hiiu en sindsdien in de fusiegemeente Hiiumaa.

## Bevolking
De ontwikkeling van het aantal inwoners blijkt uit het volgende staatje:
| Jaar            | 2000 | 2011 | 2021 |
| --------------- | ---- | ---- | ---- |
| Aantal inwoners | 2    | 3    | 9    |

## Ligging
De plaats ligt aan de westkant van het schiereiland Tahkuna, het meest noordelijke deel van het eiland Hiiumaa. De kuststrook hoort bij het natuurreservaat Tahkuna looduskaitseala (18,6 km²).

## Geschiedenis
Het dorp werd voor het eerst genoemd in 1565 onder de naam Kowstha. Vanaf 1633 viel het dorp onder het landgoed van Hohenholm (Kõrgessaare). In 1677 werd voor het eerst de naam Kauste genoemd.
Het buurdorp Meelste werd in de jaren vijftig van de 20e eeuw bij Kauste gevoegd. In de jaren 1977–1997 maakten Kauste en Meelste deel uit van het buurdorp Malvaste.